# Bilkaudvar
Bilkaudvar (szlovákul Bílkove Humence) község Szlovákiában, a Nagyszombati kerületben, a Szenicei járásban.

## Fekvése
Szenicétől 23 km-re délnyugatra fekszik.

## Története
Már 1828-ban 288 lakosa volt, de csak 1914-ben szervezték önálló községgé. Lakói erdei munkákkal, földműveléssel, szövéssel foglalkoztak.
A trianoni békeszerződésig Pozsony vármegye Malackai járásához tartozott.

## Népessége
| Év:            | 1994. | 2004.    | 2014.   | 2024.   |
| -------------- | ----- | -------- | ------- | ------- |
| Emberek száma: | 246   | 217      | 206     | 194     |
| Eltérés:       |       | -11,78 % | -5,06 % | -5,82 % |

| Év:            | 2023. | 2024.   |
| -------------- | ----- | ------- |
| Emberek száma: | 193   | 194     |
| Eltérés:       |       | +0,51 % |

2001-ben 240 lakosa volt, valamennyien szlovákok.
2011-ben 221 lakosából 213 szlovák volt.

## Nevezetességei
- Bilkaudvar és Búrszentmiklós között áll a 19. századi neoklasszicista Mária Magdolna kápolna.